# Hieracium ammobium
Hieracium ammobium es una especie de planta con flor del género Hieracium, de la familia Asteraceae, orden Asterales.

## Distribución
Hieracium ammobium se distribuye por Austria, Bulgaria, Checoslovaquia, Francia, Alemania, Grecia, Hungría, Italia, Polonia, Rumania, Suiza, Ucrania y Yugoslavia.

## Taxonomía
Fue descrita científicamente por P. D. Sell & C. West. Fue publicada en Bot. J. Linn. Soc. 71: 262 (1976).